# Homopholis belsonii
Homopholis belsonii är en gräsart som beskrevs av Charles Edward Hubbard. Homopholis belsonii ingår i släktet Homopholis och familjen gräs. Inga underarter finns listade i Catalogue of Life.